# チピトカーム
チピトカーム (Tcipi'tcka'am, Tciptckaam) とは、カナダの先住民ミクマク族の古くからの伝承や信仰に登場する、湖に住む蛇である。

## 解説
チピトカームは、馬の頭をした蛇、あるいは鰐など、様々な姿で伝えられる。しかし必ず、赤色や黄色で螺旋のような形状の長い角を持っているとされている。ユニコーンサーペントとも呼ばれる。
チピトカームが棲むのはユートピア湖とエーンズリー湖だとされている。若い男に変身して女性の前に現れ、捕らえると湖に引きずり込み姿を隠すと信じられて恐れられている。

## 地理

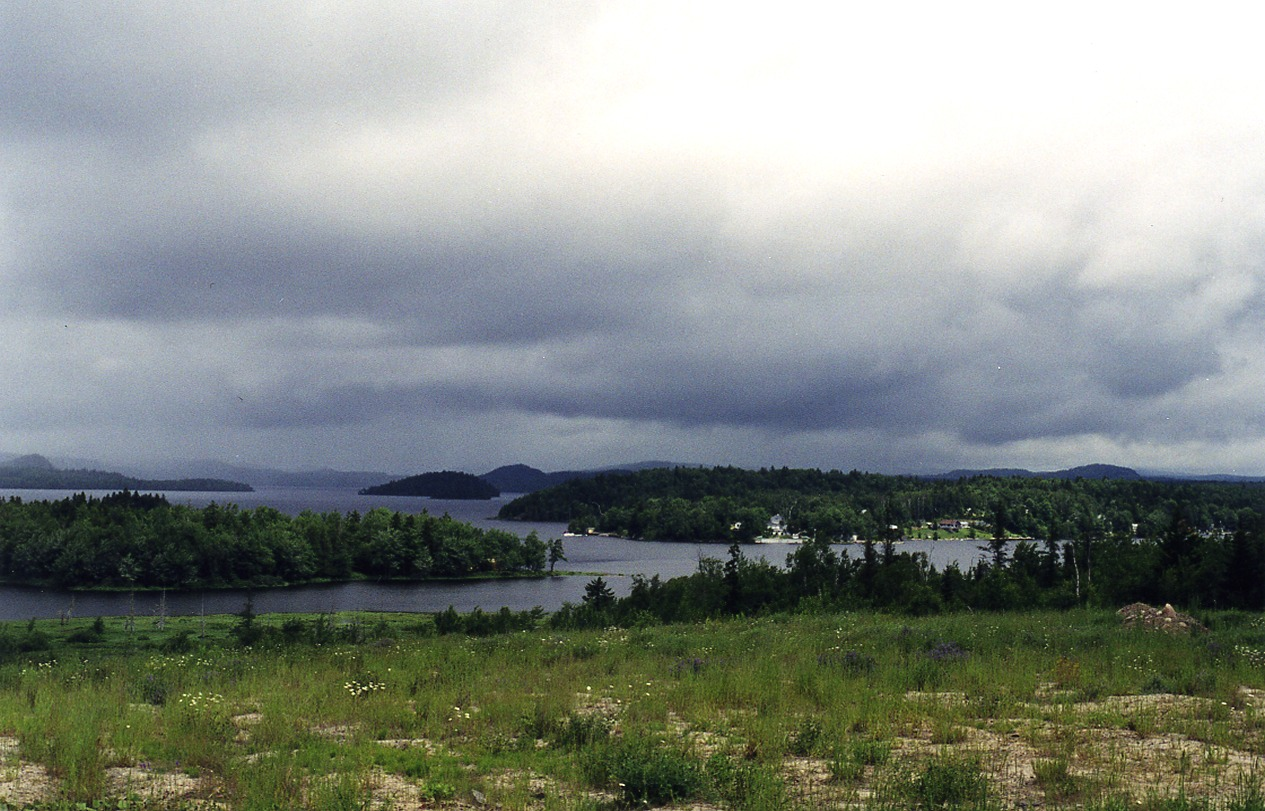
ユートピア湖、ニューブランズウィック州

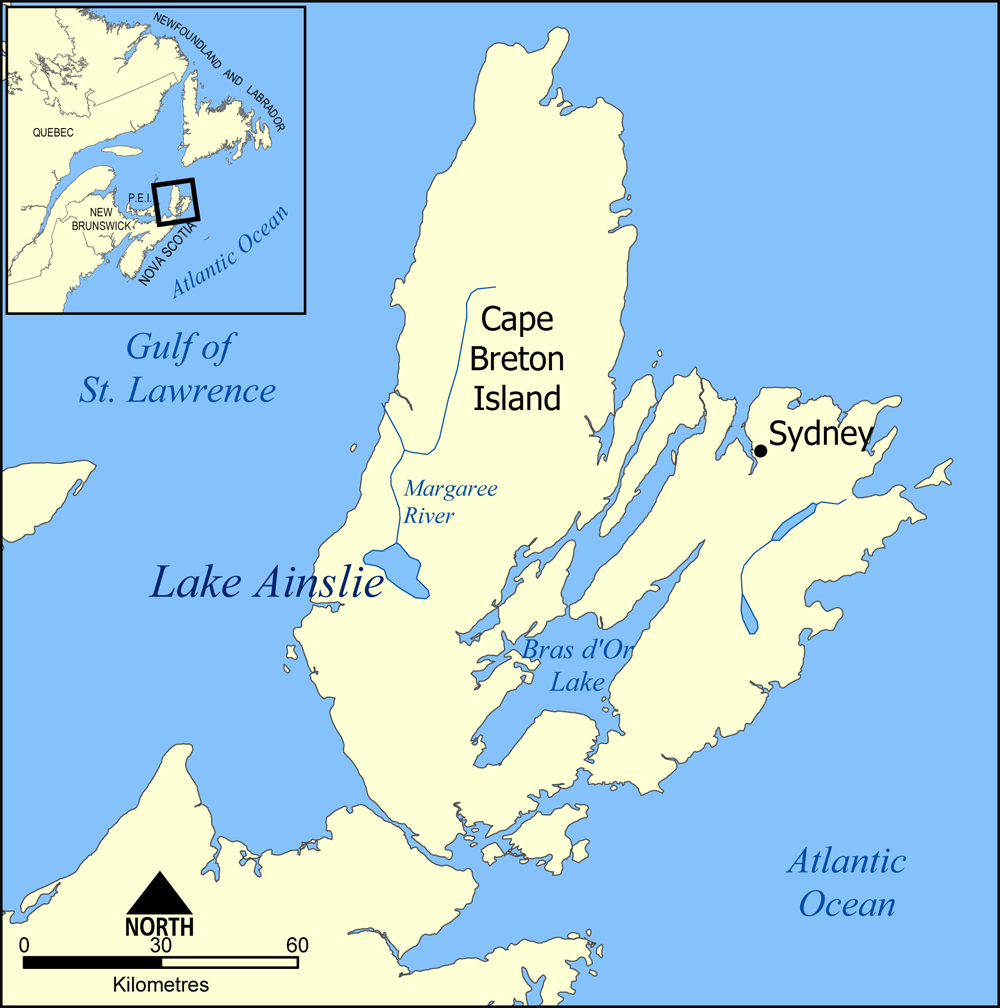
エーンズリー湖、ノバスコシア州

ユートピア湖は、民話「キチアトハシスとウィーウイルメック」の舞台でもある米国メイン州の対岸、カナダニューブランズウィック州シャーロット郡にある。
エーンズリー湖はカナダノバスコシア州インヴァネス郡ケープ・ブレトン島にある。

## 関連書籍
- Meurger, M., C. Gagnon. Lake monster traditions: a cross-cultural analysis. Fortean Tomes, 1988. （『世界の怪物・神獣事典』p. 488掲載の参考文献）